# Gerd Faltings

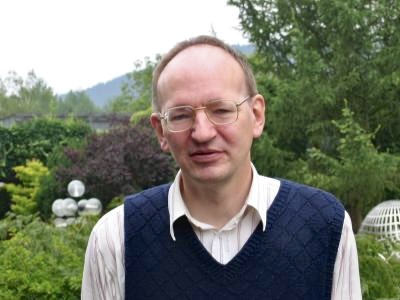
Gerd Faltings (2005)

Gerd Faltings (* 28. Juli 1954 in Gelsenkirchen) ist ein deutscher Mathematiker und Träger der Fields-Medaille. Er war von 1995 bis 2022 Direktor am Max-Planck-Institut für Mathematik und beschäftigt sich hauptsächlich mit diophantischen Gleichungen, Modulräumen und p-adischen Galois-Darstellungen.

## Leben
Faltings wuchs in einem naturwissenschaftlich orientierten Elternhaus auf. Sein Vater war Physiker, seine Mutter Chemikerin. Schon als Schüler fiel er durch mathematische Höchstleistungen auf und gewann zweimal im Bundeswettbewerb Mathematik.
Nach dem Studium der Mathematik und Physik an der Westfälischen Wilhelms-Universität in Münster (1972–1978), Diplom und Promotion bei Hans-Joachim Nastold zum Dr. rer. nat. (1978) mit seiner Arbeit Über Macaulayfizierung ging er mit einem Stipendium der Deutschen Forschungsgemeinschaft für ein Jahr an die Harvard University und wurde 1981 in Münster habilitiert.
1982 wechselte er an die Universität Wuppertal und wurde im Alter von 27 Jahren der damals deutschlandweit jüngste ordentliche Professor für Mathematik.
1983 erregte Faltings mit einer 17-seitigen Schrift über algebraische Kurven Aufsehen in der mathematischen Fachwelt. In dieser Arbeit mit dem Titel Endlichkeitssätze für Abelsche Varietäten über Zahlkörpern bewies er im Alter von nur 27 Jahren, dass auf algebraischen Kurven vom Geschlecht größer als 1 über Zahlkörpern nur eine endliche Anzahl von Punkten mit rationalen Koordinaten liegen kann, eine Vermutung des britischen Mathematikers Louis Mordell – die sogenannte Mordellsche Vermutung – aus dem Jahre 1922, die also 60 Jahre lang ungeklärt war. Er beweist in dieser Arbeit zudem gleichzeitig die Tate- und die Schafarewitsch-Vermutung und benutzt die Arakelov-Geometrie. 1986 wurde ihm für diesen Durchbruch in der algebraischen Geometrie die Fields-Medaille verliehen – die höchste Auszeichnung in der Mathematik und in der öffentlichen Wahrnehmung häufig mit einem Nobelpreis in anderen Disziplinen verglichen. Er war der erste und bis zur Vergabe 2018 an Peter Scholze einzige Deutsche, der die Fields-Medaille verliehen bekam. Später gab er einen zweiten Beweis der Mordell-Vermutung mit dem Faltingsschen Produktsatz, bei dem er sogar eine noch allgemeinere Vermutung, die Mordell-Lang-Vermutung, bewies. Außerdem gab er zusammen mit Gisbert Wüstholz einen neuen Beweis des Satzes von Roth, für den Roth 1958 die Fields-Medaille erhalten hatte.
1985 ging Faltings für längere Zeit in die USA und forschte und lehrte an der Universität Princeton, behielt aber eine Gastprofessur in Wuppertal. Dies löste in der Öffentlichkeit eine Debatte über die Attraktivität des Forschungsstandortes Deutschland für junge Wissenschaftler aus.
1994 kehrte Faltings nach Deutschland zurück und wurde Wissenschaftliches Mitglied am Max-Planck-Institut für Mathematik in Bonn, an dem er ab 1995 auch einen der Direktionsposten übernahm.
Auch zur Lösung der sogenannten Fermatschen Vermutung durch den britischen Mathematiker Andrew Wiles hat Faltings Erhebliches beigesteuert. Mit Ching-Li Chai schrieb er eine Monographie in der Ergebnisse-Reihe des Springer Verlags über die Entartung (Degeneration) abelscher Varietäten und deren Anwendung auf die Kompaktifizierung der Modulräume abelscher Varietäten. Der Begriff  Anabelsche Geometrie entstand aus einem Brief von Alexander Grothendieck an Faltings von 1983 als Reaktion auf dessen Lösung der Mordellvermutung. Der japanische Mathematiker Shin’ichi Mochizuki, ein Experte auf diesem Gebiet, war ein Doktorand von Faltings, der aber mit dem von Mochizuki vorgelegten Beweisversuch der abc-Vermutung genauso wenig anfangen konnte wie die meisten anderen Experten für arithmetische Geometrie.
Neben Fachliteratur hat Faltings auch eine für Nichtmathematiker verständliche Aufsatzsammlung als Einführung in die moderne Mathematik herausgegeben.
Im Jahr 1992 wurde Faltings zum Mitglied der Leopoldina gewählt. 1999 wurde Faltings in die Nordrhein-Westfälische Akademie der Wissenschaften und der Künste gewählt, 2014 in die Academia Europaea.
Faltings ist verwitwet und hat zwei Töchter.

## Ehrungen
- 1986: Fields-Medaille (Plenarvortrag: Recent progress in arithmetic algebraic geometry.)
- 1988–1989: Guggenheim-Stipendium
- 1991: Korrespondierendes Mitglied der Akademie der Wissenschaften zu Göttingen[6]
- 1994: Invited Speaker auf dem ICM (Mumford-Stabilität in der algebraischen Geometrie.)
- 1996: Gottfried-Wilhelm-Leibniz-Preis
- 2008: Karl-Georg-Christian-von-Staudt-Preis
- 2009: Bundesverdienstkreuz I. Klasse für seine herausragenden Leistungen und Forschungsergebnisse auf dem Gebiet der Mathematik[7]
- 2010: Heinz Gumin Preis für Mathematik der Carl Friedrich von Siemens Stiftung[8]
- 2012: Verleihung der Ehrendoktorwürde der Universität Münster[9]
- 2014: König-Faisal-Preis
- 2015: Shaw Prize gemeinsam mit Henryk Iwaniec[10]
- 2016: Auswärtiges Mitglied der Royal Society
- 2017: Georg-Cantor-Medaille der Deutschen Mathematiker-Vereinigung
- 2018: Auswärtiges Mitglied der National Academy of Sciences
- 2024: Mitglied Orden Pour le Mérite[11]
- 2025: Großes Bundesverdienstkreuz mit Stern[12]

## Schriften (Auswahl)
- Faltings, Gisbert Wüstholz (Hrsg.): Rational points. Vieweg, 1984, doi:10.1007/978-3-322-83918-3.
- Gerd Faltings: Endlichkeitssätze für abelsche Varietäten über Zahlkörpern. In: Inventiones mathematicae. Band 73, 1983, S. 349–366, doi:10.1007/BF01388432 (Digitalisat [abgerufen am 9. September 2010]).
- Gerd Faltings: Die Vermutungen von Tate und Mordell. In: Jahresbericht der Deutschen Mathematiker-Vereinigung. Band 86, Nr. 1, 1984, S. 1–13 (uni-bielefeld.de [PDF; abgerufen am 9. September 2010]).
- Faltings: Arakelov's theorem for abelian varieties, Inventiones Mathematicae, Band 72, 1983, S. 337–347
- Faltings: Arithmetische Kompaktifizierung des Modulraums der abelschen Varietäten, Arbeitstagung Bonn 1984, Lecture Notes in Mathematics 1111, Springer 1985, S. 321–383, doi:10.1007/BFb0084598.
- Faltings: Calculus on arithmetic surfaces, Annals of Mathematics, Band 119, 1984, S. 387–424, doi:10.2307/2007043
- Faltings: Hodge-Tate structures and modular forms, Mathematische Annalen, Band 278, 1987, S. 133–149
- Faltings: p-adic Hodge theory, Journal of the American Mathematical Society, Band 1, 1988, S.  255–299, doi:10.1090/S0894-0347-1988-0924705-1
- Faltings: Crystalline cohomology and p-adic Galois representations, in: Jun-Ichi Igusa (Hrsg.), Algebraic analysis, geometry and number theory, Baltimore: Johns Hopkins University Press, 1989, S. 25–80
- Faltings, Ching-Li Chai: Degeneration of abelian varieties, Ergebnisse der Mathematik und ihrer Grenzgebiete, Springer 1990
- Faltings: Diophantine Approximation on Abelian Varieties, Annals of Mathematics, Band 133, 1991, S. 549–576
- Faltings: Lectures on the arithmetic Riemann-Roch theorem, Annals of Mathematical Studies 127, Princeton University Press 1992
- Faltings, Gisbert Wüstholz: Diophantine approximations on projective spaces, Invent. Math., Band 116, 1994, S. 109–138, doi:10.1007/BF01231559, online bei DigiZeitschriften (frei zugänglich)
- Faltings (Hrsg., Einleitung): Moderne Mathematik. Spektrum, Akademie Verlag (Reihe Verständliche Forschung), Heidelberg/Berlin/Oxford 1996, ISBN 3-8274-0025-2.
- Faltings: Almost étale extensions, Astérisque, Nr. 279, 2002, S. 185–270.
- Faltings: Diophantine Equations, in: Mathematics Unlimited, Springer 2001, S. 449–454, doi:10.1007/978-3-642-56478-9_21.